# Bagnoli (Napels)
Bagnoli is een van de dertig quartieri, kwartieren of wijken van de Italiaanse stad Napels. Bagnoli heeft ongeveer 23.000 inwoners. De wijk maakt samen met Fuorigrotta het stadsdeel Municipalità 10 uit.
Bagnoli grenst aan de gemeente Pozzuoli en de Napolitaanse wijken Pianura, Fuorigrotta en Posillipo. In het westen grenst de wijk aan de baai van Pozzuoli, een inham in het noorden van de golf van Napels. Het eiland Nisida maakt deel uit van de wijk en ligt op de zuidelijke grens van de wijk, waar de wijk raakt aan Posillipo, gelegen over de gelijknamige heuvel.
De wijk wordt gekenmerkt door een sterke en zichtbare vulkanische aard, maakt deel uit van de Campi Flegrei.
Bagnoli heeft onuitwisbaar zijn naam verbonden aan een van de belangrijkste industriële gebieden in het zuiden van Italië en in het bijzonder de staalfabrieken van Ilva, vooral gekend onder de oorspronkelijke naam Italsider, actief doorheen de 20e eeuw tot het failliet in de jaren negentig.
Aan de zeekust werd in 1996 de Città della scienza geopend, een wetenschapsmuseum. In 2006 werd de noordpier van de haven van Italsider, een pier van meer dan 900 meter lang, gerestaureerd en geopend voor het publiek. Eenmaal gebruikt voor het laden en lossen van industriële materialen, is het nu getransformeerd in een voetgangersgebied dat wordt gebruikt om te wandelen. Het is met zijn 900 meter de langste promenade aan zee in zee in Europa.
Andere toeristische trekpleisters zijn de bekende paardenrenbaan Ippodromo di Agnano en de thermaalbaden van de Terme di Agnano, sinds de Romeinse tijd in bedrijf en een exploitatie van het hete en zwavelhoudende water dat herinnert aan het vulkanische karakter van de stad Napels en de Flegreïsche velden.